# ルネッサンス山田
ルネッサンス 山田（ルネッサンス やまだ）は日本の男性声優。主にアダルトゲームに出演している。
名前から声優としても出演経験のある「ルネッサ〜ンス!」の持ちギャグで知られるお笑いコンビ、髭男爵の山田ルイ53世を彷彿させるが別人であり、両者の間に何も関係はない。

## 出演作品

### ゲーム

#### 2002年
- 朝の来ない夜に抱かれて -ETERNAL NIGHT-（八雲 辰人）
- ぎりギリLOVE（マイク・ウェルズ）
- Sultan 〜The Lovesong is Forever〜（セリム）
- 僕と、僕らの夏（原 英輝）

#### 2003年
- CANNONBALL 〜ねこねこマシン猛レース!〜（バルディア・A・イオン）
- Dear My Friend（森川 文人）
- 虹の彼方に（八雲 辰人、御手洗 駿輔、蓮沼 哲也、コタロー）
- Magistr Temple（藤代 達也）
- Piaキャロットへようこそ!!3（木ノ下 昇）
- Piaキャロットへようこそ!!3 〜round summer〜（木ノ下 昇）

#### 2004年
- Yin-Yang! X Change Alternative（桜塚 薫）
- Xchange3
- ウェイトレスパラダイス -Stay with me-（金城 盛晶）
- チェリッシュピザはいかがですか♥（水内 啓太）
- ぬいぐるまー（ジェット）
- PARADISE LOST（ジューダス）
- ホワイトブレス 〜with faint hope〜（鳳 刹那）

#### 2005年
- Dear My Friend 〜Love like powdery snow〜（森川 文人）
- 何処へ行くの、あの日 〜光る明日へ…〜（木之下、三木村 良）
- スクールフェスタ（高天 真希）

#### 2006年
- エーテルの砂時計 -ANGEL TIME-（エーリッヒ・ツァン）
- 鳳凰戦姫 舞夢（平家 清盛）
- ぽっと -Rondo for Dears-（マスター）
- ホワイトブレス 〜絆〜（鳳 刹那）

#### 2007年
- 鬼畜眼鏡（Mr.R[1]）
- Dies irae -Also sprach Zarathustra-（遊佐 司狼）
- 白銀のソレイユ -Successor of Wyrd 《運命の継承者》-（村上 琉平）
- メイドと魔術師（盗賊1）
- 女神大戦（アスタロ）

#### 2008年
- エターナル・キングダム〜滅びの魔女と伝説の剣〜（ヴァンス）
- 看護戦隊ナースレンジャー（ドクターフィールグット）
- キスよりさきに恋よりはやく（本庄 ハヤタ）
- 鋼炎のソレイユ -Chaos Region-（村上 琉平）
- 昇龍戦姫 天夢（平家 清盛、シャカムニ）
- 絶対女子寮域!（波多野 彰人、楓の父）
- 超昂閃忍ハルカ（妖門胞異 茸群道人）
- 闘神都市III
- 魔法の少女 シルキーリップ 〜三人の女王候補〜（ドメ大竹、魔導覇王）

#### 2009年
- あい☆きゃん（山下 悠斗、根岸 甚蔵）
- 明日はきっと、晴れますように（崎坂 不発）
- Alter Ego（柊 志摩）
- スズノネセブン!（三峰 真）
- プリ☆さら 〜ドキドキ×らぶらぶWファンディスク〜（ジャスティン・レオンハート）

#### 2010年
- 暁の護衛 〜罪深き終末論〜（宮川 直人）
- id［イド］ -Rebirth Session-（久世 裕也）
- スズノネセブン! 〜Rebirth knot〜（三峰 真）
- 鬼畜眼鏡R（Mr.R[2]）

#### 2011年
- アネカノ -お姉ちゃんとえっちであまーいヒミツの関係-（野山 大吾）
- 神咒神威神楽（天魔・宿儺）[3]

#### 2012年
- ひよこストライク!（黒岩 望）[4]

### ドラマCD
- Twinkle Blossom ～小五郎編～（椿 小五郎）[5]
- Dark Night Princess 第二弾 ラプンツェル（ユリウス）[6]
- Wダーリンシリーズ 朝起きたら彼氏が2人になってた件についてw ～年上の彼～（高見沢）[7]
- Twinkle Blossom After Story アイドルたちの温泉旅行☆（椿 小五郎）[8]
- 夫はお医者さま～新堂先生は変態です～（新堂 瞭）[9]
- 豹変彼氏～執事が部屋から出してくれません～（入江享二）[10]
- 夫はお医者さまAFTER STORY～新堂先生は相変わらずです～（新堂 瞭）[11]

### 音楽CD
- Twinkle Blossom キャラクターソング BlueFlame（椿 小五郎）[12]
  - BlueFlame